# Модотти, Тина
Ти́на Модо́тти (итал. Assunta Adelaide Luigia Modotti Mondini, 17 августа 1896, Удине — 5 января 1942, Мехико) — итало-американо-мексиканская фотограф, актриса и революционерка.
Она считается одним из величайших фотографов первой половины XX века, а также важной и противоречивой фигурой коммунизма и мировой фотографии.

## Биография
В семнадцать лет вместе с семьёй переехала в США, работала в Голливуде. В 1921 году познакомилась с Эдвардом Уэстоном, в 1922 году отправилась с ним в Мексику. 
В 1924 году в Мексике прошла их совместная выставка работ, которая привлекает к себе огромное внимание. Подружилась с Риверой, Сикейросом, Фридой Кало, вступила в Коммунистическую партию Мексики (1927). Вместе с основателем кубинской коммунистической партии в изгнании Хулио Антонио Мельей занималась активной политической деятельностью, выступала в рядах антифашистов.
В 1930 году по подозрению в подготовке покушения на президента Мексики Паскуаля Ортиса Рубио Модотти была выдворена из Мексики. Тина Модотти и Эдвард Уэстон отправились жить в Германию, а затем перебрались в Советский Союз. В Москве она проводит свою последнюю прижизненную выставку. Также Тина работает переводчиком, пишет революционные памфлеты. Работает в Варшаве, Вене, Мадриде и Париже. Принимала участие в работе центральных органов МОПРа. 
В 1934 году Модотти уехала в Испанию. С 1936 года и до конца Гражданской войны она была военной журналисткой, занималась помощью беженцам.

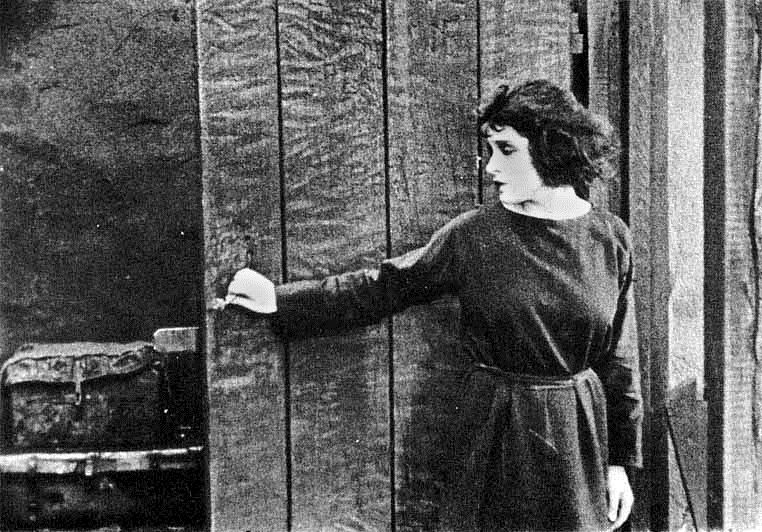
Тина Модотти в фильме В тигровой шкуре, 1920

В 1939 году вместе с изгнанниками из Испании вернулась в Мексику. В 1940 году президент Ласаро Карденас аннулировал её обвинение в подготовке убийства мексиканского президента.
При неясных обстоятельствах умерла от инфаркта. На могильном камне Тины Модотти в Мехико выбиты посвящённые ей стихи Пабло Неруды.

## Творчество

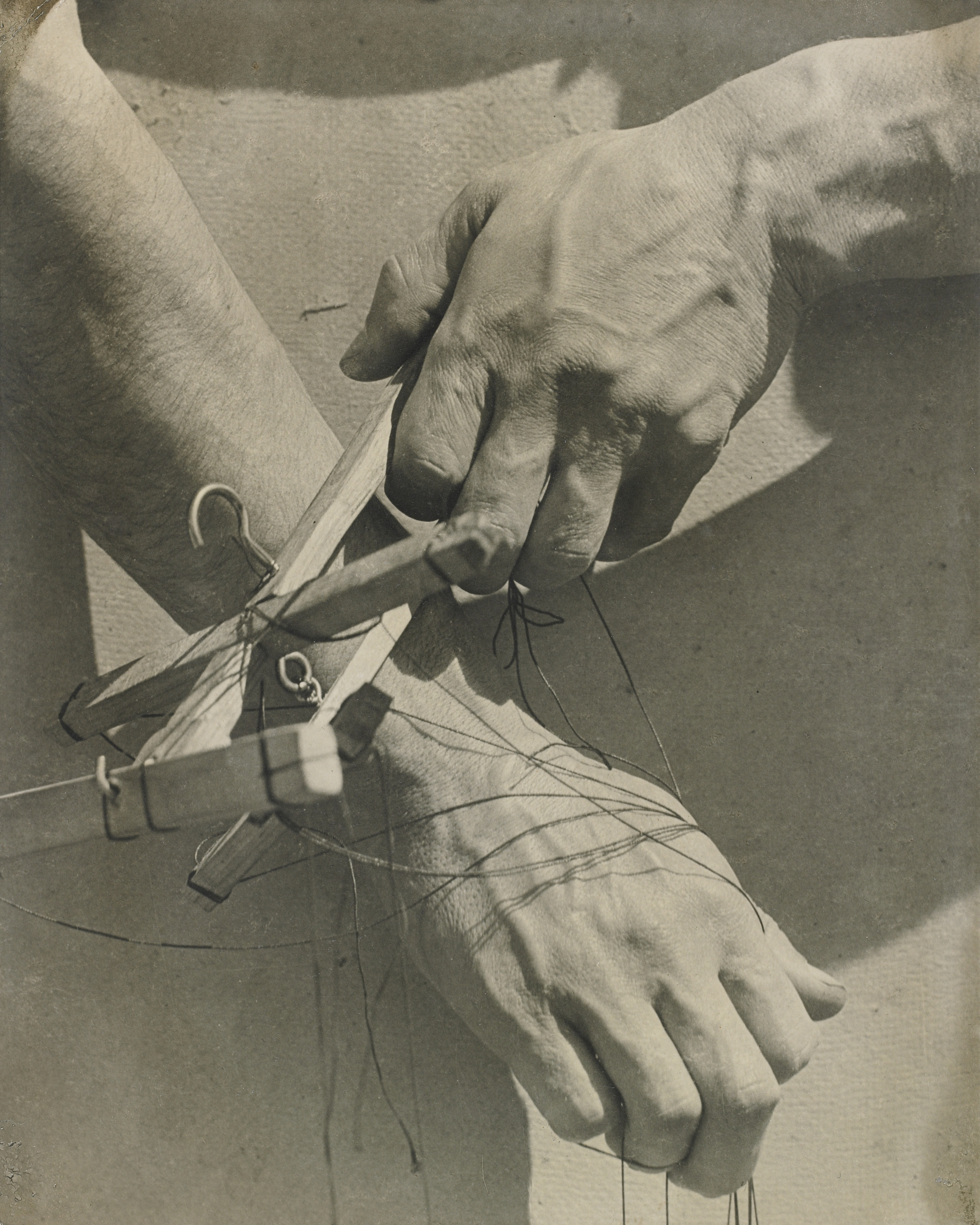
Т. Модотти. Руки кукловода, 1929

Как фотограф близка к поискам Александра Родченко. В 1999 году в московском Манеже прошла выставка фотографий Тины Модотти.

## Признание
Романтизированную биографию Модотти написала мексиканская писательница Элена Понятовска (1992). О ней снято несколько документальных фильмов.
В игровом фильме Джули Теймор Фрида (2002) роль Тины исполнила Эшли Джадд.
Вымышленные факты биографии Тины Модотти использованы в российском комедийном фильме Воры и проститутки (2004).
В 2003 году испанский художник Анхель де ла Калле публикует первый том графической новеллы Modotti, una mujer del siglo XX, основанной на биографии Тины Модотти. Вторая часть вышла в 2007 году.
В сентябре 2018 года британская компания AG Studios объявила о съемках телевизионного мини-сериала под названием «Радикальный взгляд: жизнь и времена Тины Модотти» с Моникой Беллуччи в главной роли.

## Тексты
- Vita, arte, e rivoluzione: lettere a Edward Weston, 1922—1931. Milano: Feltrinelli, 1994 (фр. пер. 1995)